# Fluorapofillite-(K)
La fluorapofillite-(K) (simbolo IMA: Fapo-K) è un minerale raro del gruppo dell'apofillite all'interno della classe dei minerali di "silicati e germanati" con la composizione chimica KCa4[(F,OH)|(Si4O10)2] • 8H2O ed è quindi chimicamente un silicato di potassio-calcio contenente acqua con ioni fluoruro o idrossido addizionali; strutturalmente appartiene ai fillosilicati. I componenti indicati tra parentesi tonde, gli ioni fluoruro e idrossido, possono sostituirsi l'uno con l'altro nella formula, ma sono sempre nello stesso rapporto con gli altri componenti del minerale.

## Etimologia e storia
L'apofillite fu menzionata per la prima volta in Svezia nel 1784 da Carl Rinman, figlio di Sven Rinman, come "zeolite di Hellesta" e gli furono dati anche i nomi banali di "gässten" ('ospite') e "brausestein" ('pietra effervescente'). Come minerale indipendente, l'apofillite fu descritta per la prima volta da José Bonifácio de Andrada e Silva come "ittioftalmo", rinvenuta sull'isola di Utö nell'arcipelago di Stoccolma. Abraham Gottlob Werner germanizzò il nome in "fischaugenstein". Il nome si riferisce alla lucentezza madreperlacea della base, che ricorda un occhio di pesce. Nel 1801, René Just Haüy inizialmente considerò un'apofillite trovata in Islanda come una varietà del mesotipo che aveva stabilito e la chiamò "Mésotype époinlée", ma quattro anni dopo si riferì al minerale usando il termine apofillite per quanto riguarda il suo comportamento davanti al cannello a soffiatura (dalle parole greche ἀπό ('apo', lontano) e φύλλον ('phyllon', foglia), in riferimento al fatto che in seguito al riscaldamento si esfoglia).
Sebbene il nome "apofillite" sia stato sinonimo di un singolo minerale per oltre 200 anni, dopo la scoperta dell'hydroxyapophyllite nel 1978, a queste due apofilliti sono stati dati nuovi nomi dall'Associazione Mineralogica Internazionale (IMA): le apofilliti con ioni fluoruro (F) > ioni ossidrile (OH) furono d'ora in poi chiamate fluorapofillite, apofilliti con (OH) > F, hydroxyapophyllite. Il termine 'apofillite' è stato autorizzato a continuare ad essere utilizzato per rappresentanti indeterminati della serie di cristalli misti. Nel 2008, Ernst Burke ha poi rinominato i rappresentanti del gruppo apofillite, per cui la fluorapofillite è diventata "apofillite-(KF)". Questa ridenominazione è stata invertita nel 2015 e, al fine di distinguere le singole specie, il catione monovalente dominante è stato ora aggiunto al nome del minerale come suffisso tra parentesi e l'anione dominante non tetraedrico è stato preceduto dal nome del minerale. Da allora, il nome del minerale riconosciuto dall'IMA è fluorapofillite-(K).
Il campione tipo per la fluorapofillite-(K) non è definito.

## Classificazione
Nell'ormai obsoleta ma ancora in uso 8ª edizione della sistematica minerale secondo Strunz, la fluorapofillite-(K) apparteneva alla classe dei minerali dei "silicati e germanati" e lì alla sottoclasse dei "fillosilicati", dove insieme a hydroxyapophyllite-(K) e a fluorapofillite-(Na) forma il "gruppo dell'apofillite" con il sistema nº VIII/H.01.
La 9ª edizione della sistematica minerale di Strunz, valida dal 2001 e utilizzata dall'Associazione Mineralogica Internazionale (IMA), classifica la fluorapofillite-(K) nella classe dei "silicati e germanati" e nella sottoclasse "9.E Fillosilicati". Tuttavia, questa sottoclasse è ulteriormente suddivisa in base alla struttura degli strati, in modo che il minerale possa essere trovato nella sezione "9.EA Reti singole di tetraedri con anelli di 4, 5, (6) e 8 membri" in base alla sua struttura, dove forma il gruppo dell'apofillite con il sistema nº 9.EA.15 insieme a hydroxyapophyllite-(K) e fluorapofillite-(Na).
Anche la sistematica dei minerali secondo Dana, utilizzata principalmente nel mondo anglosassone, classifica la fluorapofillite-(K) nella sezione dei "silicati e germanati" e lì nella sottosezione dei "minerali fillosilicati". Qui si trova insieme a hydroxyapophyllite-(K), a fluorapofillite-(Na) e a carletonite nel "gruppo dell'apofillite (anelli a 4 e 8 membri)" con il sistema nº 72.03.01 all'interno della sottosezione "Fillosilicati: strati bidimensionali illimitati con anelli diversi da quelli a sei membri: anelli a 3, 4 o 5 membri e anelli a 8 membri".

## Chimica
La fluorapofillite-(K) ha (sulla base di 20 atomi di ossigeno per formula) la seguente composizione misurata:
{\displaystyle {\ce {(K_{0,85}Na_{0,16})_{\Sigma =1,01}Ca_{4,05}(Si_{7,83}Al_{0,07})_{\Sigma =7,90}O20F_{1,05}\cdot 8,1H2O}}},
che è stato idealizzato a KCa4Si8O20F • 8H2O e richiede le seguenti sostante con le relative percentuali in peso: 5,19% di ossido di potassio (K2O), 24,73% di ossido di calcio (CaO), 52,98% di silice (SiO2) così come 2,09% di fluoro e 15,89% di acqua.
La fluorapofillite-(K) è l'analogo fluoro-dominante dell'hydroxyapophyllite-(K) dominata da idrossili, con la quale forma una serie continua di cristalli misti con ioni fluoruro variabilmente intercambiabili (fluorapofillite-(K)) e ioni idrossido (hydroxyapophyllite-(K)). La fluorapofillite-(K) e l'hydroxyapophyllite-(K) non possono essere distinte l'una dall'altra né visivamente, né mediante diffrazione dei raggi X e, nella maggior parte dei casi, anche con metodi ottici. Possono essere assegnate con precisione solo da analisi chimiche.
In alcune apofilliti contenenti ammonio, fino al 25% di ione potassio (K+) è sostituito da NH4+. È possibile che ci sia un'altra serie di cristalli misti tra fluorapofillite-(K) e un ipotetico membro terminale fluorapofillite-(NH4).
In particolare, le apofilliti indiane provenienti da basalti altamente porosi, che hanno un contenuto massimo di 600-750 ppm di vanadio, hanno un contenuto di oligoelementi di 1600 ppm di vanadio e 350 ppm di manganese. È stato scoperto che il vanadio quadrivalente sotto forma di ione vanadile (VO2+) è responsabile del colore verde delle apofilliti indiane e anche del loro dicroismo.

## Abito cristallino
La fluorapofillite-(K) cristallizza nel sistema tetragonale nel gruppo spaziale P4/mnc (gruppo nº 128) con i parametri della grata a = 8,963 Å e c = 15,804 Å così come due unità di formula per cella unitaria.
La fluorapofillite-(K) ha un'insolita struttura a strato singolo costituita da infiniti strati o reti di tetraedri SiO4 paralleli a {001}. A differenza degli anelli a sei pieghe del gruppo delle miche, questi strati di anelli quadrupli e a forma di otto sono costituiti da tetraedri silicati [SiO4]4− collegati agli angoli. I quattro anelli puntano alternativamente verso l'alto e verso il basso rispetto all'asse {\displaystyle c}. Gli strati sono collegati tra loro da grandi ioni calcio, che collegano due atomi di ossigeno, uno ione (F,OH) e due molecole di acqua da ciascuno degli strati adiacenti. La connessione delle molecole di acqua con gli atomi di ossigeno del tetraedro SiO4 avviene tramite legami idrogeno. Ogni ione (F,OH) è circondato da quattro ioni calcio che giacciono sullo stesso piano, mentre ogni ione potassio è circondato da otto molecole di acqua. In questo modo, gli strati tetraedrici si alternano continuamente a strati costituiti dai grandi cationi di calcio e potassio nonché da molecole di F/OH e acqua. La disposizione degli strati paralleli {001} spiega la perfetta sfaldatura della fluorapofillite-(K) in questa direzione.
L'acqua cristallina viene espulsa in due fasi tra 310 e 334 °C e tra 430 e 450 °C.

## Proprietà

### Morfologia
La fluorapofillite-(K) forma quasi sempre cristalli cresciuti fino a 20 cm di dimensione, che si presentano essenzialmente in quattro diversi tipi di base con le principali forme di superficie {110}, {101} e {001}. Quando si confronta con i disegni storici dei cristalli, va notato che il posizionamento dei cristalli nei disegni moderni è ruotato di 45° rispetto all'orientamento morfologico precedente.
Oltre ai cristalli prismatici o isometrici, pseudo-cubi con le forme superficiali che determinano la forma, per lo più l'equilibrio, {110} e {001}, ci sono cristalli che appaiono dipiramidali a causa della dominanza di {101} e tabulari a causa della dominanza di {001}. Le superfici dei {110} mostrano spesso striature e arrotondamenti chiari e profondi, paralleli ai bordi, dovuti alla presenza simultanea di {110} e {210}. A ciò si contrappone l'opinione, già sostenuta alla fine del XIX secolo, che il gruppo delle apofilliti sia causato da errori strutturali con la formazione di innumerevoli subindividui contigui, per cui i singoli blocchi sono sfalsati da 1° a 3° ciascuno.

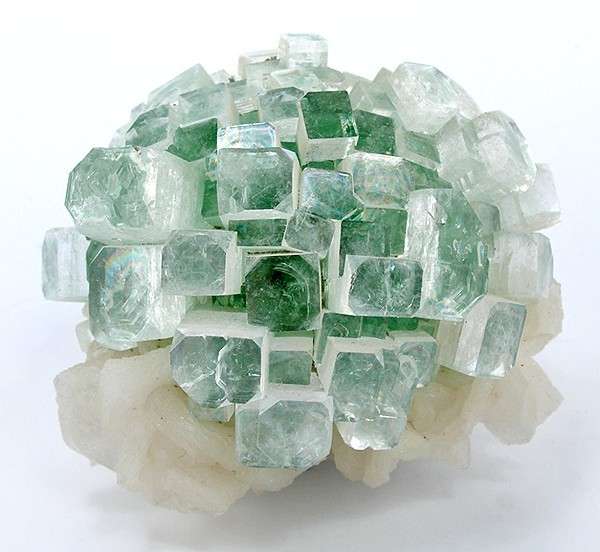
Cristalli radiali di fluoroapofillite-(K) provenienti da Rahuri vicino ad Ahmednagar, India, che formano un aggregato sferico ("palla da discoteca") (dimensioni: 6,8 cm × 5,9 cm × 4,5 cm)

Le superfici di {001} sono spesso opache o ruvide. La fluorapofillite-(K) forma occasionalmente geminati con l'asse gemello normale su {111} e anche la superficie di adesione normale su (111), quindi approssimativamente parallela a {113} (vecchia configurazione). Bisogna fare riferimento anche agli aggregati radiali di fluorapofillite-(K) provenienti da Momin Akhada vicino a Rahuri non lontano da Ahmednagar in India, il cui aspetto sferico ricorda la cosiddetta "palla da discoteca".

### Proprietà fisiche e chimiche
Nella sua forma pura, la fluorapofillite-(K) è incolore e trasparente. Tuttavia, a causa della rifrazione multipla della luce dovuta a difetti di struttura reticolare o alla formazione di policristallini, i cristalli sono più spesso bianchi, per cui la trasparenza diminuisce di conseguenza, o mostrano toni rosati, giallastri o verdastri a causa di atomi estranei come il vanadio o a causa di inclusioni di altri minerali (come per esempio celadonite o ematite). Il colore dello striscio della fluorapofillite-(K), invece, è sempre bianco. Le superfici dei cristalli, da traslucide a trasparenti, hanno una forte lucentezza vitrea su tutte le superfici, ma lucentezza madreperlacea sulle superfici dei {001} e sulle superfici di sfaldatura.
La fluorapofillite-(K) ha una scissione molto perfetta dopo {001}, ma a causa della sua fragilità, si frattura in modo simile all'ambligonite, con le superfici di frattura irregolari. Con una durezza Mohs compresa tra 4,5 e 5, la fluorapofillite-(K) è uno dei minerali medio-duri che, come i minerali di riferimento fluorite e apatite, può essere graffiato più o meno facilmente con un coltellino tascabile. La densità misurata per la fluorapofillite-(K) è compresa tra 2,33 e 2,37 g/cm³, a seconda dell'autore, la densità calcolata è di 2,37 g/cm³.
In sezione sottile, la fluorapofillite-(K) è incolore e presenta colori di interferenza anomali. Il minerale è caratterizzato da una birifrangenza sorprendentemente bassa e da una variazione del carattere ottico da positivo a negativo, che spesso può essere osservata nello stesso cristallo. La fluorapofillite-(K) è spesso otticamente anomala e biassiale. Le anomalie ottiche del minerale sono note da tempo; oltre alla biassialità, si manifestano, tra l'altro, nella divisione del campo e negli “anelli apofillitici”, peculiarità cromatica nelle figure di interferenza. L'apofillite è altamente piroelettrica in modo tale che quando il cristallo riscaldato si raffredda, le estremità del suo asse maggiore si caricano positivamente e le regioni centrali si caricano negativamente.
La fluorapofillite-(K) mostra una chiara reazione davanti al cannello a soffiatura a causa della separazione dell'acqua cristallina. In questo processo, i cristalli si aprono in modo caratteristico e si sciolgono facilmente in uno smalto bianco e bollente, mentre sul carbone si sciolgono in una sfera chiara e trasparente. Una colorazione viola della fiamma avviene solo vicino al campione. Nel pallone, diventa opaco quando l'acqua viene rilasciata; reagisce al fluoro. È facilmente decomposto dall'acido cloridrico (HCl) e dall'acido nitrico (HNO3), ma difficile da decomporre con l'acido solforico (H2SO4), formando un residuo viscido o gelatinoso che è più difficile da attaccare dopo la ricottura. La polvere reagisce fortemente in modo alcalino anche dopo la ricottura.

## Modificazioni e varietà
I cristalli di fluorapofillite-(K) provenienti da molte località sono zonati in modo continuo o discontinuo. Ad esempio, i cristalli di "fluorapofillite" provenienti dalla "miniera di Sampo" vicino a Takahashi sull'isola di Honshū (Giappone) hanno sempre un nucleo di fluorapofillite-(Na), che ha sviluppato una frangia più o meno sottile di fluorapofillite-(K). Nella miniera di Fengjiashan in Cina, il nucleo dei cristalli di "apofillite" è costituito da fluorapofillite-(Na) con (Na0,8K0,2) e l'area del bordo è costituita da fluorapofillite-(K) pura con (K1,0).
Il fluoro ortorombico e le apofilliti a predominanza di potassio sono note da molto tempo. L'analisi della struttura cristallina di una "apofillite" di un ritrovamento nel basalto di Christmas, in Arizona, ha rivelato che i tetraedri Si-O sono leggermente deformati, abbassando la simmetria da tetragonale a ortorombica. Pertanto, è un polimorfo ortorombico della fluorapofillite-(K) ("fluorapofillite-1O") e l'analogo a dominanza di potassio della fluorapofillite-(Na) dominata dal sodio.
- Teselite: vicino a Nólsoy, nelle isole Fær Øer, David Brewster trovò apofilliti che mostravano le caratteristiche dei cristalli biassiali in luce polarizzata e creò la sua specie "tessellite" (dalla parola latina 'tessella', diminutivo di tessera, cubo).[23]
- Brünnichite: dopo il mineralogista danese Morten Thrane Brünnich (1737-1827), il naturalista e mineralogista tedesco Carl Ludwig Giesecke chiamò una zeolite dell'isola di Disko a ovest della Groenlandia come brünnichite. La sua identità con l'apofillite (a quel tempo ancora ittioftalmo) era già stata dimostrata da un'analisi di Christian Gottlob Gmelin.[30][31]
- Oxahverite: oxahverite era il nome che Brewster diede ai cristalli di colore grigio chiaro, verde porro, verde oliva e bruno-rossastro nel legno pietrificato provenienti dalle sorgenti dell'Oxhaver vicino a Husavik. Edward Turner dimostrò che la differenza con l'apofillite consiste solo nelle miscele di oxi-idrossidi di ferro e ossido di alluminio (Al2O3).[32][33]
- Albin: Abraham Gottlob Werner chiamava 'albin' i cristalli innevati e bianco-giallastri, appena traslucidi, che erano cresciuti sulla natrolite con e senza calcite, in particolare quelli di Ústí nad Labem, ma anche delle isole Fær Øer e Oravița. In generale, è un'apofillite alterata, pseudomorfosata o parzialmente pseudomorfosata dalla calcite.[34]
- Xilocloro: Wolfgang Sartorius von Waltershausen chiamò un minerale trovato in un tronco d'albero fossile di colore marrone-verde nel tufo vulcanico tra Húsavík e Halbjana-Stadr Kumbur in Islanda sotto forma di dipiramidi verde oliva colorate da tracce di ferro come "xylocloro" dalle parole greche ξύλον ('xylos', legno) e χλωρός ('chloros', verde).[35] Tuttavia, la colorazione probabilmente non è prodotta dal ferro, ma dal vanadio. Gustav Adolph Kenngott mostrò l'identità con l'apofillite.[36]
- Louisite: il minerale verde porro di Blomidon in Nuova Scozia, Canada, introdotto dal reverendo D. Honeyman nel 1878, ha dimostrato di essere una miscela di sfere di quarzo radiali in masse di apofillite fissili, secondo gli studi di Thomas Leonard Walker.[37][38]

Una panoramica di altri nomi storici è data da Pete Dunn e Wendell Wilson.

## Origine e giacitura
Come tutti i minerali del gruppo dell'apofillite, la fluorapofillite-(K) si trova spesso associata alle zeoliti come formazioni secondarie nelle ex cavità di tonsilti o drusen in basalti, fonoliti o altri vulcani basici, così come in alcuni depositi minerari come formazione idrotermale tardiva.
La fluorapofillite-(K) si presenta come formazione secondaria nelle cavità e nelle ex bolle di gas nel basalto o in altre rocce vulcaniche, nelle druse e nelle miarole nelle rocce granitiche, negli skarn e in altre metamorfiti e come formazione idrotermale tardiva in alcuni depositi minerali. I minerali associati sono quasi sempre zeoliti come stilbite, laumontite e scolecite, nonché calcite, prehnite, datolite, pectolite e quarzo.
Tra i circa 1100 siti noti in tutto il mondo fino al 2016 per l'"apofillite", ci sono solo circa 320 siti, in cui il minerale fluorapofillite-(K) è stato identificato. Non è stata identificata alcuna località tipo per tale minerale, ma la prima località di questo minerale è il Sörgrube vicino a Hällestad non lontano da Finspång nel distretto di Östergötland, che corrisponde all'odierna provincia svedese della contea di Östergötland.
I più bei cristalli di fluorapofillite-(K) in Germania, a volte chiaramente rosa, provengono dalle miniere "Sansone" e "St. Andreaskreuz" (Beerberg), entrambe vicino a Sankt Andreasberg nel circondario di Goslar (Harz, in Bassa Sassonia). I siti più importanti erano la Samsoner Hauptgang, la Felicitaser Gang e la Franz Auguster Gang. Altri siti tedeschi per il minerale sono la cava "Kirchberg" vicino a Oberrotweil sul Kaiserstuhl, la cava "Fohberg" vicino a Bötzingen, che si trova anche sul Kaiserstuhl, e la cava "Artenberg" vicino a Steinach non lontano da Haslach nella Foresta Nera, tutti nel Baden-Württemberg. Anche dalla cava di andesite vicino a Kreimbach-Kaulbach (Wolfstein, in Renania-Palatinato), e dallo "Steinbruch am Kuhlenberg" vicino a Silbach am Winterberg (Sauerland, in Renania Settentrionale-Vestfalia). Inoltre, dai giacimenti minerari dell'Erzgebirge come Freiberg ("Thurmhofschacht" da "Himmelfahrt Fundgrube"), Brand-Erbisdorf ("Himmelsfürst Fundgrube"), Pöhla (Tellerhäuser) e l'area di deposito di Niederschlema-Alberoda, tutti in Sassonia.
In Austria, cristalli di feldspato di potassio fino a 5 cm di dimensione sono stati trovati sulla Baumgartenalpe a Floitenthal e nel tunnel di collegamento Floitengrund-Stillupgrund a Floitengrund, entrambi in Zillertal, Tirolo. Cristalli simili provengono dal Grande Lienzinger sul Kratzenbergsee, dall'Hollersbachtal, dal "Dunkelklamm" e dal "Prehnitinsel" sul [Kratzenberg, entrambi nell'Habachtal, tutti negli Alti Tauri, nel Salisburghese. Cristalli fino a 3 cm di dimensione sono stati trovati nelle cave di gneiss di Arvigo, Val Calanca, Val Mesolcina (Canton Grigioni) e dal grande ritrovamento di zeolite del 1873 presso la "Skolezitkehle" a Schattig Wichel (Piz Giuv), Fellital (Canton Uri, Svizzera).
Dai leggendari siti di zeolite, che ora sono sotto stretta protezione, come Teigarhorn, nella zona di Breiðdalur-Berufjörður, Suður-Múlasýsla, (Austurland, in Islanda). Nel Regno Unito, in Scozia dalla cava di Chapel vicino a Raith e da diversi siti sull'isola di Skye, nelle Highlands nord-occidentali. Questi includono Dunvegan; "The Storr" non lontano da Portree e Quiraing vicino a Staffin, entrambi sulla penisola di Trotternish.
In Italia, tra l'altro, da diversi siti sull'Alpe di Siusi in Val Gardena, (Alto Adige), tra cui l'Alpe Cepei e il "Frommer Lahn" (Rio Fromm), entrambi nei pressi di Castelrotto, nonché il "Lafreider Hölle".
Dalla Repubblica Ceca da numerosi siti intorno a Ústí nad Labem e Děčín sui Monti della Boemia centrale, ad esempio nella cava di Mariánská Skála e vicino a Soutěsky, sia nel kraj di Ústecký, sia nei pressi di Česká Lípa, nella regione di Liberec, tutti in Boemia. In Romania in skarn insieme a wollastonite dal distretto minerario di Băița (Băița-Bihor) vicino a Nucet, distretto di Bihor, e dal giacimento minerario Oravița-Ciclova Cu-Mo (W), Banato (nel distretto di Caraș-Severin). Con laumontite e calcite da andesiti alterate nei Monti Metalliferi della Transilvania, come a Săcărâmb (ex Nagyág) non lontano da Deva, e a Stanija, entrambi nel distretto di Hunedoara. Cristalli di fluorapofillite-(K) giallo miele fino a 2 cm di dimensione sono stati trovati insieme ad armotomo nella "miniera di piombo di Korsnäs" vicino a Korsnäs, nella regione dell'Ostrobotnia, in Finlandia. In Svezia in cristalli estremamente estesi dall'Utö gruvor, (a Utö, Södermanland). In Norvegia, dalla miniera di Charlotta e da altre miniere di rame vicino a Sulitjelma non lontano da Fauske, Nordland, così come dalla cava di Aren't, dalla cava di Tuften 1, dalla cava di Tuften 2, dalla cava di Almenningen (cava di Treschow-Fritzøe) e da altre cave a Tvedalen vicino a Larvik, nel Vestfold.
In Russia, dal campo Mo-W di Tyrnyauz, nella valle del Baksan, nel Cabardino-Balcaria (Circondario federale del Caucaso Settentrionale) e nelle fessure alpinotipiche sul Monte Puiva vicino a Saranpaul, nel Circondario autonomo degli Chanty-Mansi-Jugra, Subpolar Ural, nel Circondario federale degli Urali. Dal giacimento "Komsomolskii" nel giacimento minerario di Cu-Ni a Talnach vicino a Noril'sk (Territorio di Krasnojarsk, in Siberia), in cristalli tabulari, incolori-trasparenti di dimensioni fino a 5 cm. Inoltre, dal giacimento "Danburitovyi" ("Pozzo aperto B") e dal pozzo a cielo aperto "Bor", nonché dal 1° pozzo Sovetsky, tutti vicino a Dal'negorsk nel distretto minerario di Kavalerovo, (nel territorio del Litorale), Circondario federale dell'Estremo Oriente).
In India, ritrovamenti importanti di fluorapofillite-(K) provengono principalmente dalle cave e da altri affioramenti nel triangolo formato dalle città di Mumbai, Pune e Nashik nel Maharashtra. Nella maggior parte dei casi, questi cristalli sono incolori, bianchi o giallastri. Al contrario, cristalli in diverse tonalità di verde, alcuni dei quali completamente colorati, altri solo zonari, provengono dalle cave di Pashan Hills, Nashik-Eklera, Jalgaon, Lonavala, Mumbai-Malad, Mumbai-Pada e Mahad o sono stati recuperati da costruzioni di pozzi (Rahuri, Bidkin). In Cina, fluorapofillite-(K) dal giacimento Fe-Sn "Huanggang" (miniera di Huanggangliang) (nella Bandiera di Hexigten, Regione autonoma della Mongolia Interna; dal giacimento di wollastonite "Xiaomeiling" vicino a Liyang nella provincia cinese di Jiangsu, nonché dalla "Miniera di Fengjiashan" a Daye nella provincia cinese di Hubei. In Giappone, i reperti provengono dalla "miniera di Kamioka" vicino alla città di Hida nella prefettura di Gifu (nella regione di Chūbu sull'isola di Honshū).
In Sudafrica, buoni cristalli sono stati trovati dalla "miniera di Palabora" a Loolekop vicino a Phalaborwa, nella provincia del Limpopo, così come dalla "miniera di Premier" a Cullinan, dalla Municipalità metropolitana di Tshwane, dalla provincia di Gauteng, dalla "Jagersfontein Mine" vicino a Jagersfontein, nella Municipalità distrettuale di Xhariep, nello Stato libero e dalla miniera di Kimberley a Kimberley nella Municipalità distrettuale di Frances Baard, infine nella Provincia del Capo Settentrionale.
Altre località sono sparse in tutto il mondo.

## Utilizzi
Gli esemplari con cristalli di fluorapofillite-(K) sono formazioni ricercate principalmente dai collezionisti a causa delle loro dimensioni, colore, lucentezza e paragenesi.
Le apofilliti generalmente formano cristalli belli e chiari di alta qualità. Tuttavia, sono piuttosto inadatte all'uso commerciale come pietre preziose, in quanto sono troppo morbide con una durezza Mohs da 4,5 a 5 e difficili da trattare a causa della loro perfetta sfaldatura e fragilità. Per i collezionisti, tuttavia, il minerale viene occasionalmente offerto in vari tagli.
La fluorapofillite-(K) è un minerale importante nella geocronologia di 40Ar/39Ar e rubidio-stronzio per il suo contenuto di potassio.

## Forma in cui si presenta in natura
La fluorapofillite-(K) sviluppa cristalli dipiramidali, prismatici, isometrici-pseudo cubici o tabulari di dimensioni fino a 20 cm, che sono incolori o mostrano sfumature bianche, rosa, gialle o verdi. Le superfici hanno una lucentezza simile al vetro, mentre la base e le superfici divise brillano in modo perlaceo.